# Andrea Ferrell
Andrea Marie Ferrell est une actrice sourde américaine, née à Salt Lake City, Utah.

## Filmographie
- 1996-2006 : Sept à la maison
- 1996 :  Jerry Maguire
- 1996 : Ed McBain's 87th Precinct : Ice
- 1997 :  Ed McBain's 87th Precinct : Heatwave
- 1997-1998 : Michael Hayes
- 2006 : Sexy Movie de Aaron Seltzer